# Fairview (Kentucky)

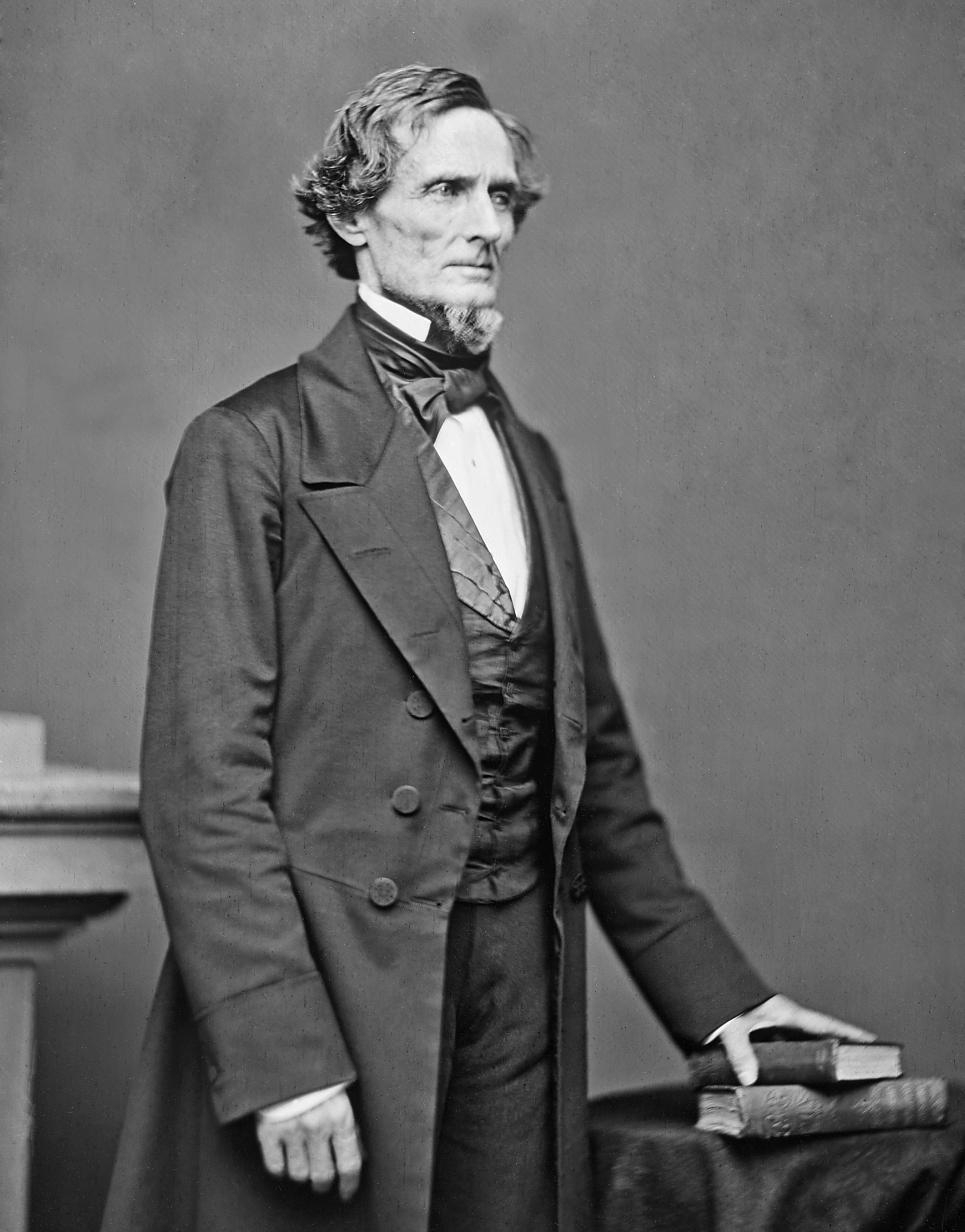
Der berühmteste Sohn des Ortes Fairview war der als späterer Präsident der Konföderierten Staaten von Amerika bekannt gewordene Jefferson Davis.

Fairview ist eine Ansiedlung und ein Census-designated place an der Grenze zwischen dem Christian County und dem Todd County im US-Bundesstaat Kentucky. Das U.S. Census Bureau hat bei der Volkszählung 2020 eine Einwohnerzahl von 258 ermittelt.
Die Siedlung befindet sich etwa auf halbem Weg zwischen den Orten Hopkinsville und Elkton. Fairview wurde 1793 von Samuel Davis gegründet, dem Vater des späteren Präsidenten der Konföderierten Staaten von Amerika, Jefferson Davis. Samuel Davis eröffnete 1802 ein Postamt in der Nähe. Jefferson Davis kam im Jahr 1808 in Fairview zur Welt.
Heute existiert daher im Ort die Jefferson Davis State Historic Site mit dem über 100 Meter hohen, aus Beton gegossene Obelisk des Denkmals für Davis, das Jefferson Davis Monument.